# Championnats du monde de pétanque 2013
Navigation
Édition précédente Édition suivante
Les championnats du monde de pétanque 2013 est une édition des championnats du monde de pétanque. 

## Présentation
Cette compétition constitue la 14e édition des triplettes séniors féminines, la 7e édition du tir de précision sénior féminine, la 14e édition des triplettes juniors et la 7e édition du tir de précision junior. Elle se déroule à Montauban (France), du 29 août au 1er septembre 2013 pour les juniors et du 4 au 6 octobre 2013 pour les féminines.

## Résultats[1]

### Triplette sénior féminine[2],[3]

#### Phase finale
| Nation     | Score | Nation    |
| ---------- | ----- | --------- |
| Canada     | 13-2  | Slovaquie |
| Tunisie    | 13-4  | Tahiti    |
| Danemark   | 13-7  | Israël    |
| France 2   | 13-1  | Italie    |
| Madagascar | 13-5  | Allemagne |
| Thaïlande  | 13-5  | France    |
| Cambodge   | 13-3  | Tchéquie  |
| Belgique   | 13-8  | Espagne   |

| Nation    | Score | Nation     |
| --------- | ----- | ---------- |
| Canada    | 13-5  | Tunisie    |
| France 2  | 13-5  | Danemark   |
| Thaïlande | 13-10 | Madagascar |
| Cambodge  | 13-4  | Belgique   |

| Nation    | Score | Nation   |
| --------- | ----- | -------- |
| France 2  | 13-2  | Canada   |
| Thaïlande | 13-8  | Cambodge |

| Nation    | Score | Nation   |
| --------- | ----- | -------- |
| Thaïlande | 13-7  | France 2 |

### Tir de précision sénior féminine[3]

#### Phase finale
| Nation                   | Score | Nation                   |
| ------------------------ | ----- | ------------------------ |
| Josepha Randriamandrisoa | 19-7  | Sandrine Hurumanu Tahiti |
| Leng Ke                  | 46-29 | Simona Bagala Italie     |
| Muriel Hess              | 32-19 | Tatjana Seruga Slovénie  |
| Mouna Beji               | 31-20 | Zmaizumi Japon           |

| Nation     | Score | Nation                              |
| ---------- | ----- | ----------------------------------- |
| Leng Ke    | 40-31 | Josepha Randriamandrisoa Madagascar |
| Mouna Beji | 30-27 | Muriel Hess Allemagne               |

| Nation  | Score | Nation             |
| ------- | ----- | ------------------ |
| Leng Ke | 38-27 | Mouna Beji Tunisie |

### Triplette junior[4]
| Nation      | Score | Nation |
| ----------- | ----- | ------ |
| Thaïlande 2 | 13-2  | France |
| Thaïlande   | 13-1  | Italie |
| France 2    | 13-5  | Israël |
| Madagascar  | 13-1  | Monaco |

| Nation      | Score | Nation    |
| ----------- | ----- | --------- |
| Madagascar  | 13-2  | France 2  |
| Thaïlande 2 | 13-8  | Thaïlande |

| Nation      | Score | Nation     |
| ----------- | ----- | ---------- |
| Thaïlande 2 | 13-7  | Madagascar |

### Tir de précision junior[4]

#### Phase finale
| Nation             | Score | Nation                 |
| Guillaume Magier   | 34-6  | T. Weber Luxembourg    |
| Miguel Trujilo     | 35-23 | R. van Lier Pays-Bas   |
| Ahmet Musa         | 23-19 | M. Daour Algérie       |
| Thanakorn Sangkaew | 25-14 | B. Alpha Côte d'Ivoire |

| Nation             | Score | Nation                  |
| ------------------ | ----- | ----------------------- |
| Miguel Trujilo     | 28-25 | Guillaume Magier France |
| Thanakorn Sangkaew | 41-24 | Ahmet Musa Turquie      |

| Nation             | Score | Nation                 |
| ------------------ | ----- | ---------------------- |
| Thanakorn Sangkaew | 56-28 | Miguel Trujilo Espagne |

## Podiums
| Épreuve                          | Or                                                                                       | Argent                                                                                        | Bronze                                                                           |
| -------------------------------- | ---------------------------------------------------------------------------------------- | --------------------------------------------------------------------------------------------- | -------------------------------------------------------------------------------- |
| Triplette sénior féminine        | Thongsri Thamakord - Phantipha Wongchuvej - Aumpawan Suwannaphruk - Nantawan Fueangsanit | Ludivine d'Isidoro - Anna Maillard - Angélique Colombet - Marie-Christine Virebayre           | Leng Ke - Chantrea Oum - Sreymom Ouk - Sreya Un                                  |
| Triplette sénior féminine        | Thongsri Thamakord - Phantipha Wongchuvej - Aumpawan Suwannaphruk - Nantawan Fueangsanit | Ludivine d'Isidoro - Anna Maillard - Angélique Colombet - Marie-Christine Virebayre           | Manon Joyal - Marielle Rodrigue - Monique Daigle - Maryse Bergeron               |
| Tir de précision sénior féminine | Leng Ke                                                                                  | Mouna Beji                                                                                    | Josepha Randriamandrisoa                                                         |
| Tir de précision sénior féminine | Leng Ke                                                                                  | Mouna Beji                                                                                    | Muriel Hess                                                                      |
| Triplette junior                 | 2 \| Thanakorn Sangkaew - Tanyawadee Tiplay - Sutima Taleepuech - Nonthawat Sommun       | Fabrice Radofason - Dyno Razafimanantsoa - Judicaël Ratianarison - Fitahiana Randrianatoandro | Dylan Djoukitch - Joe Ziegler - Guillaume Magier - Corentin Larivère             |
| Triplette junior                 | 2 \| Thanakorn Sangkaew - Tanyawadee Tiplay - Sutima Taleepuech - Nonthawat Sommun       | Fabrice Radofason - Dyno Razafimanantsoa - Judicaël Ratianarison - Fitahiana Randrianatoandro | Nipat Kanadnid - Titiphong Pasaom - Waranya Homchuen - Kanlayanee Lachiaangkhong |
| Tir de précision junior          | Thanakorn Sangkaew                                                                       | Miguel Trujilo                                                                                | Guillaume Magier                                                                 |
| Tir de précision junior          | Thanakorn Sangkaew                                                                       | Miguel Trujilo                                                                                | Ahmet Musa                                                                       |

- En Italique : Féminine en catégorie junior

## Tableau des médailles
| Rang  | Nation     | Or | Argent | Bronze | Total |
| ----- | ---------- | -- | ------ | ------ | ----- |
| 1     | Thaïlande  | 3  | 0      | 1      | 4     |
| 2     | Cambodge   | 1  | 0      | 1      | 2     |
| 3     | France     | 0  | 1      | 2      | 3     |
| 4     | Madagascar | 0  | 1      | 1      | 2     |
| 5     | Tunisie    | 0  | 1      | 0      | 1     |
| 5     | Espagne    | 0  | 1      | 0      | 1     |
| 7     | Canada     | 0  | 0      | 1      | 1     |
| 7     | Allemagne  | 0  | 0      | 1      | 1     |
| 7     | Turquie    | 0  | 0      | 1      | 1     |
| Total | Total      | 4  | 4      | 8      | 16    |